# Mücka
Mücka, in alto sorabo Mikow, è un comune di 1.200 abitanti della Sassonia, in Germania.
Appartiene al circondario (Landkreis) di Görlitz (targa GR) ed è parte della comunità amministrativa (Verwaltungsgemeinschaft) di Diehsa.